# Альберто Манчіні
Альберто Манчіні (ісп. Alberto Mancini; нар. 20 травня 1969) — колишній аргентинський тенісист.
Найвищу одиночну позицію світового рейтингу — 8 місце досяг 9 жовтня 1989, парну — 79 місце — 7 серпня 1989 року.
Здобув 3 одиночні та 4 парні титули.
Найвищим досягненням на турнірах Великого шолома був чвертьфінал в одиночному розряді.
Завершив кар'єру 1994 року.

## Часовий графік результатів
| W | Ф | ПФ | ЧФ | #Р | КТ | К# | DNQ | A | NH |

### Одиночний розряд
| Турніри Великого шлему                 |     |     |      |     |     |     |     |     |        |       |
| Відкритий чемпіонат Австралії з тенісу |     |     |      |     |     |     | 2р  |     | 0 / 1  | 1–1   |
| Відкритий чемпіонат Франції з тенісу   |     | 1р  | ЧФ   | 2р  | 4р  | 3р  | 1р  | К3р | 0 / 6  | 10–6  |
| Вімблдонський турнір                   |     |     |      |     |     |     |     |     | 0 / 0  | 0–0   |
| Відкритий чемпіонат США з тенісу       |     |     | 4р   | 1р  | 1р  | 1р  | 1р  |     | 0 / 5  | 3–5   |
| В-П                                    | 0–0 | 0–1 | 7–2  | 1–2 | 3–2 | 2–2 | 1–3 | 0–0 | 0 / 12 | 14–13 |
| Серія Мастерс ATP                      |     |     |      |     |     |     |     |     |        |       |
| Індіан-Веллс                           |     |     | 3р   | 1р  |     | 1р  | ЧФ  | 1р  | 0 / 5  | 5–5   |
| Відкритий чемпіонат Маямі з тенісу     |     |     | 4р   | 2р  |     | Ф   | 2р  | 2р  | 0 / 5  | 9–5   |
| Монте-Карло                            |     | 2р  | П    | 2р  | 3р  | 2р  |     | 1р  | 1 / 6  | 9–5   |
| Гамбург                                |     |     | 1р   | 1р  |     | 1р  | 2р  |     | 0 / 4  | 1–4   |
| Рим                                    | 1р  | 1р  | П    | ЧФ  | Ф   | 3р  | 1р  |     | 1 / 7  | 16–6  |
| Мастерс Канада                         |     |     |      |     |     |     |     |     | 0 / 0  | 0–0   |
| Мастерс Цинциннаті                     |     |     |      |     |     |     |     |     | 0 / 0  | 0–0   |
| Париж                                  |     |     | 2р   |     | 1р  |     |     |     | 0 / 2  | 1–2   |
| В-П                                    | 0–1 | 1–2 | 17–4 | 4–5 | 7–3 | 7–5 | 4–4 | 1–2 | 2 / 29 | 41–26 |
| Рік–End Ranking                        | 130 | 49  | 9    | 127 | 22  | 31  | 141 | 399 |        |       |

## Фінали турнірів ATP за кар'єру

### Одиночний розряд: 8 (3–5)
| Легенда                         |
| ------------------------------- |
| Турніри Великого шлема (0–0)    |
| Фінали Світового туру ATP (0–0) |
| Серія Мастерс ATP (2–2)         |
| Серія турнірів ATP (0–1)        |
| Світова серія ATP (1–2)         |

| Фінали за покриттям |
| ------------------- |
| Тверде (0–1)        |
| Ґрунт (3–4)         |
| Трава (0–0)         |
| Килим (0–0)         |

| Фінали за типом корту |
| --------------------- |
| Відкритий корт (3–5)  |
| Закритий корт (0–0)   |

| Результат | В-П | Дата     | Турнір                                  | Рівень           | Покриття | Суперник              | Рахунок                      |
| --------- | --- | -------- | --------------------------------------- | ---------------- | -------- | --------------------- | ---------------------------- |
| Перемога  | 1–0 | Чер 1988 | Болонья, Італія                         | Гран-прі         | Ґрунт    | Еміліо Санчес Вікаріо | 7–5, 7–6(7–4)                |
| Перемога  | 2–0 | Кві 1989 | Монте-Карло, Монако                     | Серія Мастерс    | Ґрунт    | Борис Бекер           | 7–5, 2–6, 7–6(7–4), 7–5      |
| Перемога  | 3–0 | Тра 1989 | Рим, Італія                             | Серія Мастерс    | Ґрунт    | Андре Агассі          | 6–3, 4–6, 2–6, 7–6(7–2), 6–1 |
| Поразка   | 3–1 | Тра 1991 | Рим, Італія                             | Серія Мастерс    | Ґрунт    | Еміліо Санчес Вікаріо | 3–6, 1–6, 0–3, ret.          |
| Поразка   | 3–2 | Лип 1991 | Swedish Open, Швеція                    | Світова серія    | Ґрунт    | Магнус Густафссон     | 1–6, 2–6                     |
| Поразка   | 3–3 | Лип 1991 | Штутгарт, Німеччина                     | Серія Чемпіоншип | Ґрунт    | Міхаель Штіх          | 6–1, 6–7(9–11), 4–6, 2–6     |
| Поразка   | 3–4 | Бер 1992 | Відкритий чемпіонат Маямі з тенісу, США | Серія Мастерс    | Тверде   | Майкл Чанг            | 5–7, 5–7                     |
| Поразка   | 3–5 | Лип 1992 | Кіцбюель, Австрія                       | Світова серія    | Ґрунт    | Піт Сампрас           | 3–6, 5–7, 3–6                |

### Парний розряд (4–2)
| Легенда                |
| Великий шлем (0)       |
| Tennis Masters Cup (0) |
| Серія Мастерс ATP (0)  |
| Тур ATP (4)            |

| Результат | W/L | Дата     | Турнір                    | Покриття | Партнер           | Суперники                             | Рахунок       |
| --------- | --- | -------- | ------------------------- | -------- | ----------------- | ------------------------------------- | ------------- |
| Поразка   | 0–1 | Тра 1988 | Мюнхен, Західна Німеччина | Ґрунт    | Крістіан Мініуссі | Рік Ліч Джим П'ю                      | 1–6, 6–3, 3–6 |
| Перемога  | 1–1 | Сер 1988 | Сен-Венсан, Італія        | Ґрунт    | Крістіан Мініуссі | Паоло Кане Балаж Тароці               | 6–4, 5–7, 6–3 |
| Поразка   | 1–2 | Жов 1988 | Палермо, Італія           | Ґрунт    | Крістіан Мініуссі | Карлос Ді Лаура Марсело Філіппіні     | 3–6, 5–7      |
| Перемога  | 2–2 | Лип 1989 | Бостон, США               | Ґрунт    | Андрес Гомес      | Тодд Нелсон Філліп Вільямсон          | 7–6, 6–2      |
| Перемога  | 3–2 | Вер 1989 | Женева, Швейцарія         | Ґрунт    | Андрес Гомес      | Мансур Бахрамі Гільєрмо Перес Рольдан | 6–3, 7–5      |
| Перемога  | 4–2 | Кві 1990 | Ніцца, Франція            | Ґрунт    | Яннік Ноа         | Марсело Філіппіні Горст Скофф         | 6–4, 7–6      |

## Фінали ATP Челленджер і ITF Ф'ючерс

### Одиночний розряд: 2 (1–1)
| Легенда              |
| -------------------- |
| ATP Челленджер (1–1) |
| ITF Ф'ючерс (0–0)    |

| Фінали за покриттям |
| ------------------- |
| Тверде (0–0)        |
| Ґрунт (1–1)         |
| Трава (0–0)         |
| Килим (0–0)         |

| Результат | В-П | Дата     | Турнір          | Рівень     | Покриття | Суперник        | Рахунок  |
| --------- | --- | -------- | --------------- | ---------- | -------- | --------------- | -------- |
| Перемога  | 1–0 | Бер 1991 | Сантьяго, Чилі  | Челленджер | Ґрунт    | Педро Реболледо | 6–3, 6–3 |
| Поразка   | 1–1 | Вер 1991 | Венеція, Італія | Челленджер | Ґрунт    | Карлос Коста    | 3–6, 5–7 |